# 猎骄靡
猎骄靡（约前177年—前2世纪约前105年），中亚古国乌孙昆莫（君主之號）。
猎骄靡是乌孙昆莫难兜靡之子，难兜靡率部游牧于敦煌、祁连山一带的河西走廊。史载其出生后不久，约前177年（汉文帝三年），左右乌孙即被敌国袭破，难兜靡被杀，部众逃亡到匈奴。猎骄靡被遗臣携往匈奴，传说其曾被狼與烏鴉所救，因此得以被冒顿单于收养。
猎骄靡成人后，受命统兵，有功。匈奴军臣单于将收留的乌孙残部交给其统领，命其守卫西境。猎骄靡遂在匈奴右贤王部的协助下，于前161年左右击败了西迁定居于伊犁河流域的大月氏，经过30多年的征战，猎骄靡征服了金山到天山一带的大片土地，东接匈奴，西连康居和大宛，定都赤谷城，控弦数万。
军臣单于死后，羽翼已丰的猎骄靡不再臣服于匈奴，击败了前来征讨的匈奴军队，取得了半独立地位。前119年，中国汉朝使节张骞通使乌孙，归国后极力主张招请乌孙迁回祁连山谷地，与汉朝同盟共抗匈奴。但是当其再次出使乌孙时，猎骄靡由于并不了解汉朝的实力，无法强行命令部众投靠汉朝。仅遣使送张骞数十匹马报谢。
猎骄靡晚年丧其长子，其子大禄和孙子军须靡争位，造成国中分裂。匈奴乘机威胁，要其与汉朝断绝关系。猎骄靡于是派人向汉武帝求婚，以马一千匹行聘。武帝以江都王刘建之女刘细君为公主妻之。猎骄靡立细君为右夫人，位在匈奴左夫人之下。不久，猎骄靡自以为时日无多，将细君转嫁于军须靡。
前105年左右，猎骄靡逝世，传位于军须靡。